# ジョー・ガーナー
ジョセフ・アラン・"ジョー"・ガーナー（Joseph Alan "Joe" Garner, 1988年4月12日 - ）は、イングランド・ブラックバーン出身のプロサッカー選手。APOEL FC所属。ポジションはFW（センターフォワード）。

## クラブ歴

### ブラックバーン
地元クラブのブラックバーン・ローヴァーズFCでキャリアをスタート。ユース時代から将来を期待されていたが、当時のトップチームにはポール・ギャラガー、クレイグ・ベラミー、ベニー・マッカーシー、ロケ・サンタ・クルスら同ポジションの実力者が多く在籍しており、レギュラー争いに割って入ることは出来なかった。

### カーライル
2007年1月19日、出場機会を求めカーライル・ユナイテッドFCにシーズン終了までの契約でレンタル移籍。2007年8月10日、カーライルが移籍金14万ポンドを支払い完全移籍で獲得。

### ノッティンガム
2008年7月25日、104万ポンドでノッティンガム・フォレストFCに移籍。コリン・カルダーウッド監督の下ではレギュラーで起用されていたが、12月26日のドンカスター・ローヴァーズFC戦（2-4で敗北）後に監督が解任され、ビリー・デービス新監督が就任すると一転して序列を下げた。
2010年7月21日、ハダースフィールド・タウンFCに6ヶ月の契約でレンタル移籍。2011年1月5日に一旦ノッティンガムに復帰し、1月31日に今度はスカンソープ・ユナイテッドFCにシーズン終了までの契約でレンタル移籍。

### ワトフォード
2011年8月31日、ワトフォードFCに完全移籍。移籍金は推定20万ポンド。
2012年9月18日、出場機会を求め古巣カーライルにレンタル移籍。

### プレストン
2013年1月8日、フットボールリーグ1のプレストン・ノースエンドFCと18ヶ月間の契約を結んだ。2013年12月20日、契約を2015年夏まで延長。2014年1月14日のFAカップ・イプスウィッチ・タウンFC戦では、途中出場からのハットトリック達成という離れ業をやってのけた。2013-14シーズンはチームトップ・得点ランク7位の18ゴールをマークした。翌2014-15シーズンも2015年3月14日のクルー・アレクサンドラFC戦で4ゴールをマークするなど好調を維持。最終的にスコアを26ゴールまで伸ばし得点王に輝いた。チームはレギュラーシーズンを3位で終え、昇格プレーオフに回った。プレーオフではチェスターフィールドFCとスウィンドン・タウンFCを下しチャンピオンシップ昇格を果たした。シーズン終了後にはリーグ1の年間ベストイレブンと年間最優秀選手に選ばれた。2015年6月16日、新たに3年契約を結んだ。

### レンジャーズ
2016年8月20日、スコティッシュ・プレミアシップのレンジャーズFCに移籍。移籍金は180万ポンド。移籍当初はチームへの適応に苦しみ、レギュラーでの起用をメディアに疑問視されることもあった。
2016年12月中旬以降は以前の力強いプレーを取り戻したが、12月31日の試合で肩を脱臼し離脱を余儀なくされた。当初は戦列復帰まで3ヶ月を要するとみられていたが、驚異的な回復力で2月上旬に復帰した。 2017年3月4日のスコティッシュ・カップ・ハミルトン・アカデミカルFC戦で移籍後初ハットトリック。

### イプスウィッチ
2017年6月16日、チャンピオンシップのイプスウィッチ・タウンFCに移籍。移籍金は100万ポンド。

### ウィガン
2018年8月9日、ウィガン・アスレティックFCに2年契約で移籍した。
2020年末にクラブとの双方合意に基づき契約を解除した。

### APOEL
2021年1月、キプロスのAPOEL FCと1年半の契約を締結した。

## 代表歴
U-16からU-19までのイングランド代表歴があり、UEFA U-19欧州選手権2006予選などに参加した。

## タイトル

### 個人
- フットボールリーグ1得点王: 2014–15
- フットボールリーグ1年間ベストイレブン: 2014–15
- フットボールリーグ1年間MVP: 2014–15[27]